# 세인트 세이야의 등장인물
세인트세이야의 등장인물은 쿠루마다 마사미의 장편 만화 『세인트 세이야』의 등장 인물 소개.
- 단독으로 소개되어 있는 인물은 아래의 소개 참조.
  - 페가수스 세이야
  - 드래곤 시류
  - 시그너스 효가
  - 안드로메다 슌
  - 피닉스 잇키
  - 키도 사오리

- 그룹으로 소개되어 있는 인물은 아래의 소개 참조.
  - 브론즈(청동) 세인트
  - 실버(은빛) 세인트
  - 골드(황금) 세인트
  - 해투사 (제네럴)
  - 명투사 (스펙터)
  - 신투사 (갓 워리어) & 아스가르드

## 아테나 군

### 애니편 오리지널 세인트
버남 스파르탄
키 174cm, 68kg, 5월 19일 (황소좌),O형, 나이 16세
TV판 오리지널 캐릭터. 아르골과 샤이나와 함께 세이야들을 죽이려 하지만 실패한 후 샤이나를 데리고 도망간다.
- 기술
  - 염력술 : 직접 공격보다는 염력술을 주로 사용한다.